# Tatsuya Masushima
Tatsuya Masushima (født 22. april 1985) er en japansk fodboldspiller, som spiller for den japanske fodboldklub JEF United Chiba.